# Насир, Ибрагим
Ибраги́м Наси́р Раннабадери Килагефану (2 сентября 1926, Фуваммула, протекторат Мальдивы — 22 ноября 2008, Сингапур) — мальдивский политический и государственный деятель, первый президент второй Мальдивской республики (1968—1978), премьер-министр (1957—1968).  Придерживался идеологии неприсоединения и антиимпериализма, привёл Мальдивы к независимости от Британской империи. 

## Биография
Родился в знатной семье потомков королевской династии Диямигили.
В 1957—1968 годах — премьер-министр,
В 1968—1978 годах — президент Мальдивской республики.
Ещё занимая пост премьер-министра, Ибрагим Насир проявил качества авторитарного правителя. В 1957 году были пересмотрены условия договора о размещении британской военной базы в пользу Мальдив. В марте 1959 года атоллы Адду, Фуа-Мулаку и Хуваду с населением в 20 тыс. жителей объявили себя отдельной «Объединённой республикой Сувадиве» во главе с президентом Абдуллой Афифом Диди. В 1962 году мальдивское правительство послало военные катера и полицейские отряды, которые покончили с сепаратистским движением, Афиф Диди бежал на Сейшельские острова, все участники восстания были высланы за пределы столицы на отдалённые острова.
После избрания президентом правление Насира стало ещё более авторитарным. Ему приписывают создание туристической индустрии на Мальдивах, а также быструю модернизацию и развитие экономики. В сфере экономики было первое торговое судно, с местного рынка были вытеснены индийские и шри-ланкийские торговцы, объявлена государственная монополия на внешнюю торговлю. Была осуществлена модернизация мальдивской экономики. Однако, в середине 1970-х гг. экономическое положение республики ухудшилось вследствие обвала рынка торговли сушёной рыбой и эвакуации британской военно-воздушной базы на острове Ган в марте 1976 года.
В 1974 году начались массовые выступления населения, протестовавшего против повышения цен. В ответ Насир отдал приказ стрелять, чтобы рассеять толпу. Обошлось без жертв. В 1975 году был арестован и выслан на отдалённый атолл популярный премьер-министр Ахмед Заки.
Столкнувшись с растущей непопулярностью своего правления, Насир в ноябре 1978 года бежал в Сингапур. Его обвинили в хищении средств из государственной казны.
В 1981 году он был заочно осуждён по обвинению в коррупции и планировании государственного переворота. Однако позже был помилован.
В 2011 году в честь Насира был переименован аэропорт Мале, получивший его имя.